# Masdevallia schroederiana
Masdevallia schroederiana là một loài thực vật có hoa trong họ Lan. Loài này được H.J.Veitch mô tả khoa học đầu tiên năm 1890.

## Hình ảnh

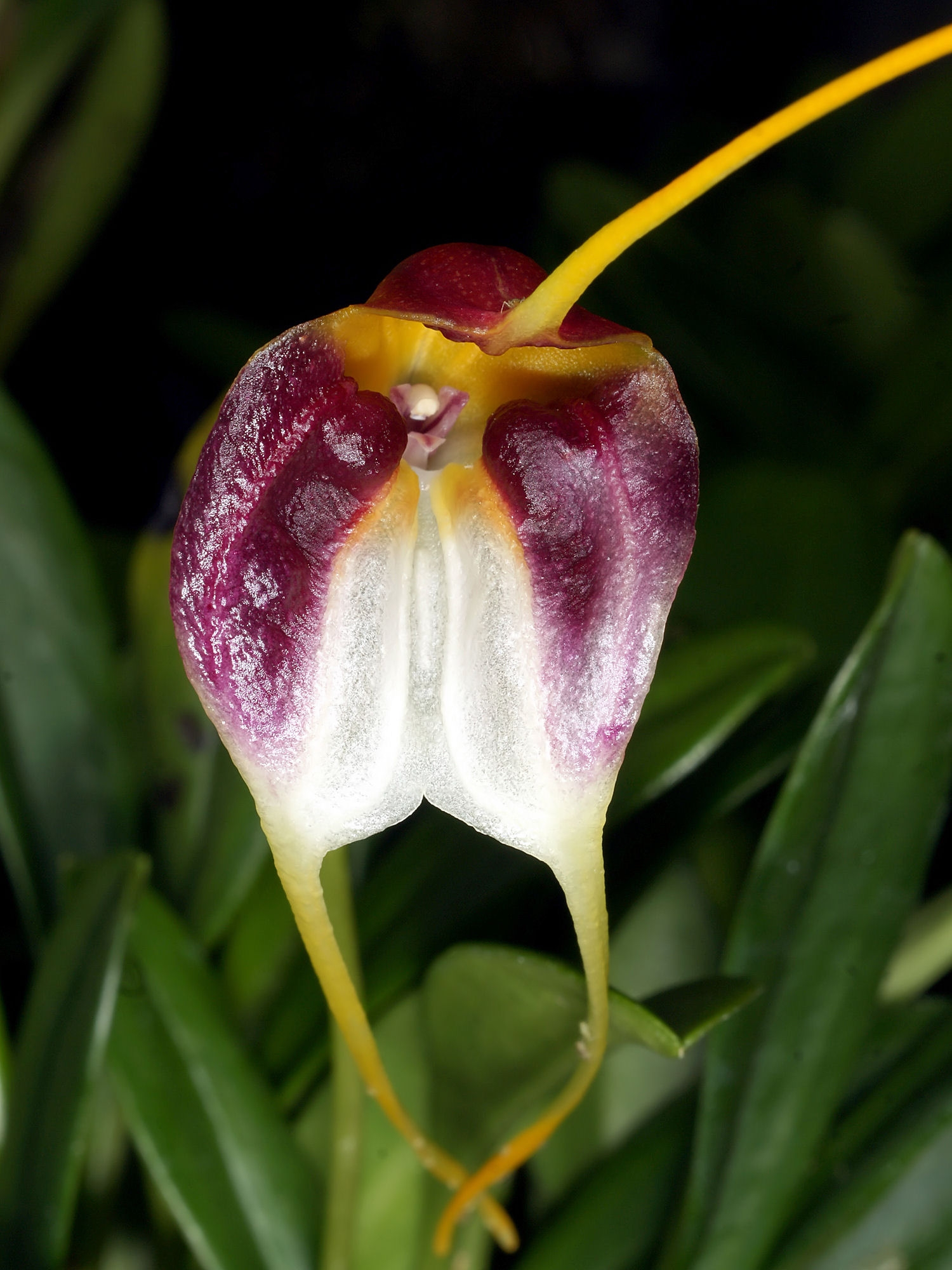
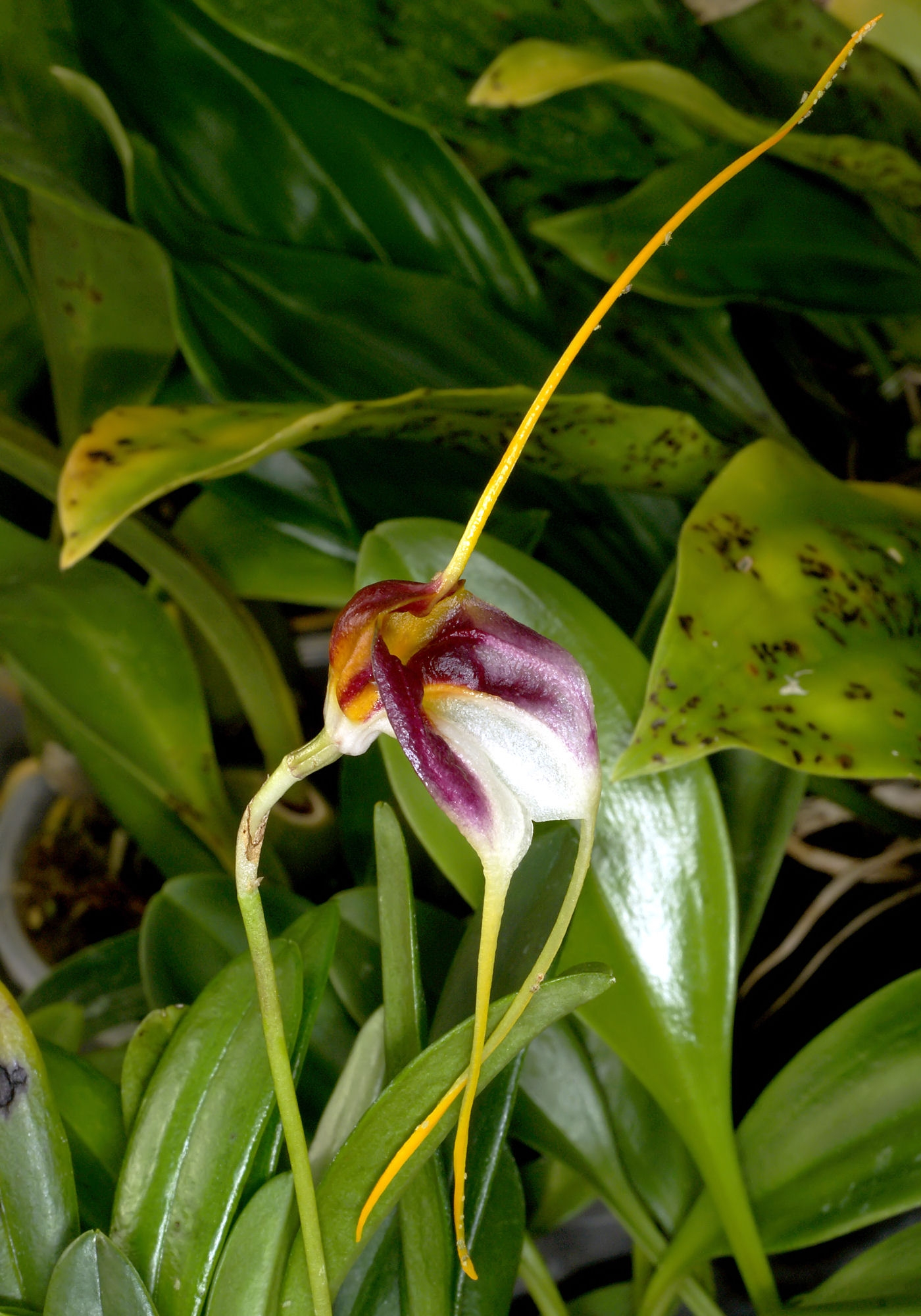
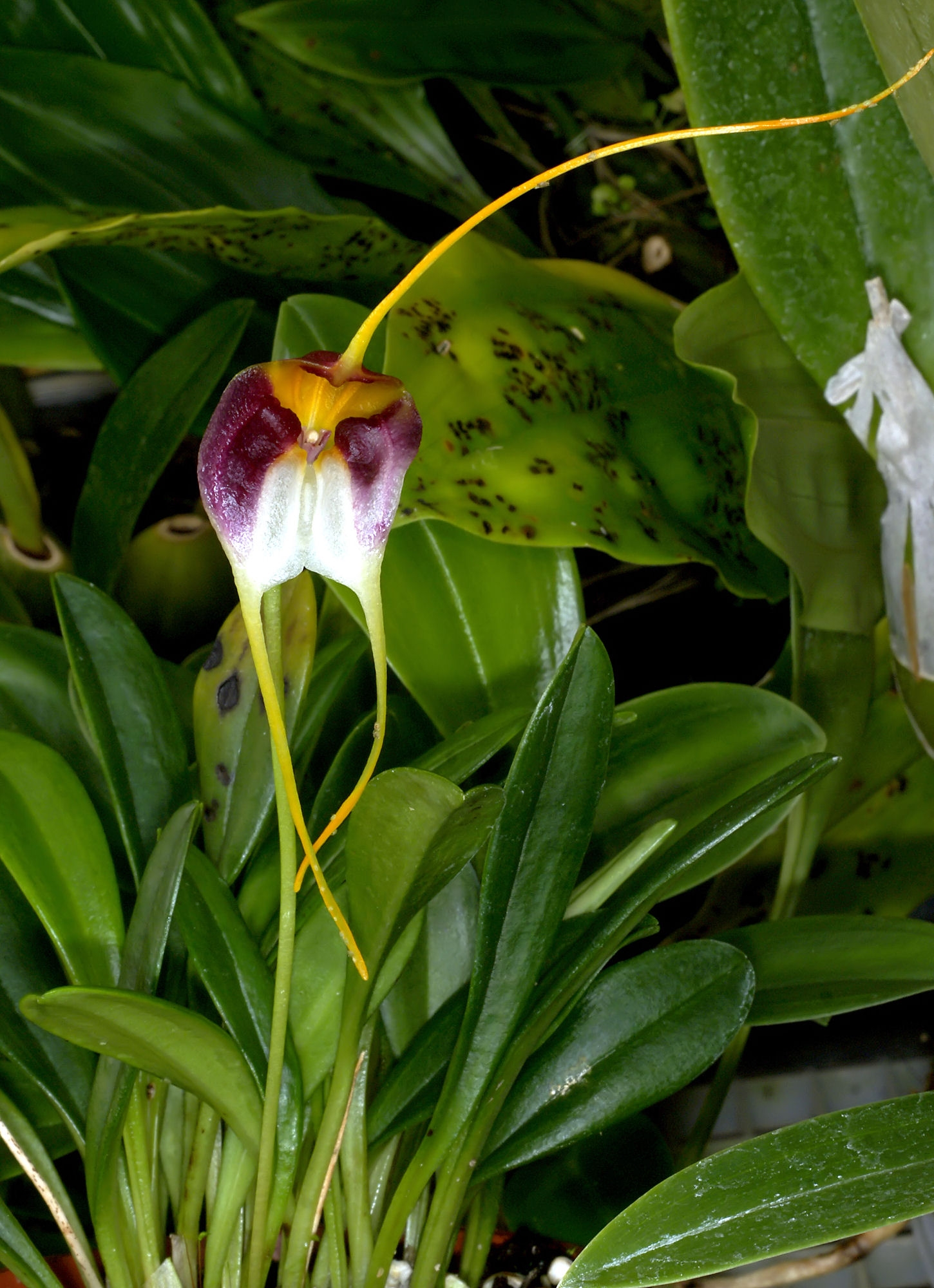
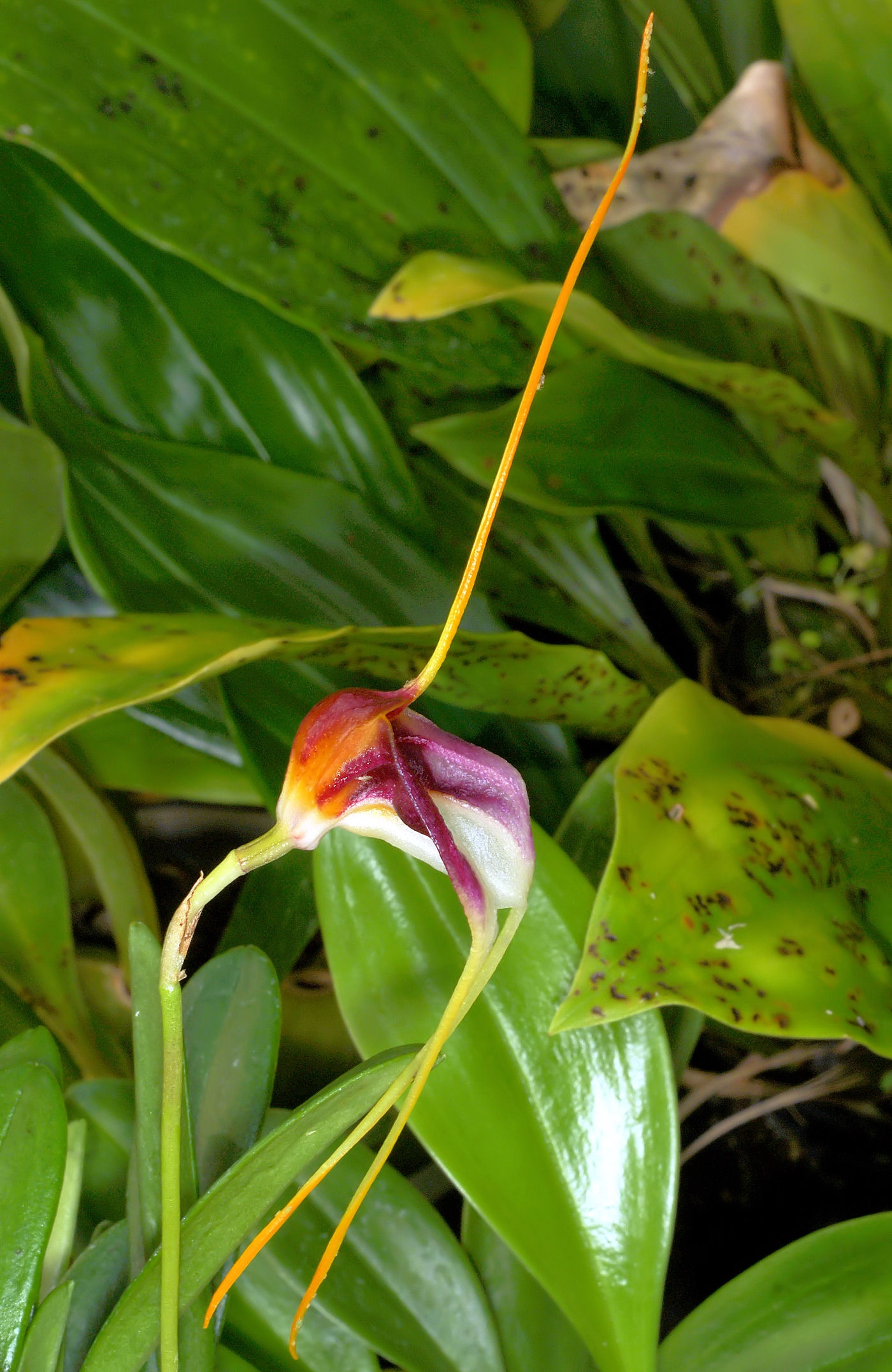